# اشتیاق کاری
اشتیاق(Engagement)، مفهومی بسیار جذاب است که به جنبه‌های مثبت ارتباط، به جای جنبه‌های منفی آن تأکید داشته، بر شور و شوق، تعهد، عجین شدن با شغل، انرژی، وقف و دلپذیری کار دلالت دارد.
با نگاهی به رشد فزاینده شرکت‌های مشاوره‌ای و گزارش‌ها و مقاله‌های منتشر شده در حوزه اشتیاق کاری، درمی‌یابیم که اشتیاق کاری(Work Engagement)، جایگاه قابل توجهی در سازمان‌ها داشته، برای ایجاد و ارتقای انگیزه، نگهداشت کارکنان و بهبود عملکرد سازمانها، بیش از پیش، مورد توجه قرار گرفته‌است؛ البته قابل تأمل است که آرای دانشمندان دربارهٔ تعریف اشتیاق کاری، بسیار متنوع است.
کان (۱۹۹۰) پیشگام مفهوم اشتیاق، آنرا درگیری همه‌جانبه فیزیکی، شناختی و عاطفی فرد در نقشهای کاری خود و تجربه حس معناداری، امنیت روانشناختی (احساس اعتماد و امنیت در کار) و دسترسی (احساس برخورداری از منابع فیزیکی و روانی لازم برای کار) تعریف می‌کند.
ماسلاچ و لیتر به اشتیاق از حوزه فرسودگی شغلی پرداختند و آن را از جنبه انرژی بالا، عجین شدن و کفایت، نقطه مقابل فرسودگی شغلی توصیف کردند که با استفاده از پرسشنامه فرسودگی ماسلاچ، قابل اندازه‌گیری است.
شاوفلی، سالانوا، گونزالز- روما و بکر (۲۰۰۲) این موضوع را رد کردند و اظهار داشتند که با اینکه اشتیاق با مشخصههای انرژی، عجین شدن و کفایت، در نقطه مقابل فرسودگی شغلی با مشخصه‌های خستگی، فرسودگی، بدبینی و بی‌کفایتی قرار میگیرد، ولی مفهومی جداگانه و مجزا از آن است و نمیتوان آن را با سنجه فرسودگی شغلی سنجید. آنها در همین امتداد، سنجه اشتیاق کاری یوترکت (UWES) را تهیه کرده و آزمون نمودند.
اشتیاق کاری از نظر آنان، بر یک حالت ذهنی مثبت، رضایتبخش و مرتبط با کار دلالت دارد که شامل سه بعد انرژی(energy)، وقف (dedication) و جذب(absorption) است. انرژی، همان تلاش تحسین‌برانگیز و تابآوری بالای فرد است. وقف، وابستگی روانی به شغل، رضایت از شغل و افتخار به شغل و جذب، بیانگر غرق کار شدن و متوجه گذر زمان نشدن است.
اشتیاق با طیف وسیعی از نظریه ها، همچون نظریه حفظ منابع نظریه خودتعیین گری، نظریه مبادله اجتماعی، نظریه هویت اجتماعی، نظریه نقش، نظریه ایجاد و توسعه احساسات مثبت، نظریه ویژگی‌های شغل و مدل منابع و الزامات شغلی پیوند دارد.
گزارههای محوری این نظریهها میتوانند به توضیح چگونگی ایجاد و مدیریت اشتیاق کاری کمک کنند. برای مثال، نظریه حفظ منابع، چگونگی تلاش کارکنان برای کسب و حفظ منابع و علل بهبود عملکرد آنان پس از دسترسی به منابع فردی و شغلی گسترده را بیان میکند.
نظریه خودتعیینگری، توضیح میدهد که تجربه اشتیاق، مستلزم ارضای نیازهای روانشناختی اساسی مانند احساس کفایت، استقلال و تعلق است. نظریه مبادله اجتماعی توصیف میکند که چگونه تأمین منابع ارزشمند، به تعهد ذاتی کارکنان به جبران متقابل، از طریق ابراز اشتیاق و نگرشهای اجتماعی مثبت منجر میشود.
مدل جامع منابع و الزامات شغلی (JD-R) به منزله معروفترین و پرکاربردترین مدل و نظریه در این حوزه، توسط شاوفلی و بکر (۲۰۰۴) ارائه شد. در این مدل، اشتیاق و فرسودگی به منزله دو قطب مخالف یک پیوستار نیستند، بلکه اشتیاق به منزله مفهومی جداگانه که به‌طور منفی با فرسودگی شغلی مرتبط است، درنظر گرفته شده‌است. همچنین در این مدل فرض بر این است که منابع شغلی و منابع شخصی، محرک اشتیاق کاری اند.